# میروسلاو ترژیاک
میروسلاو ترژیاک (انگلیسی: Mirosław Trzeciak؛ زادهٔ ۱۱ آوریل ۱۹۶۸) بازیکن سابق فوتبال اهل لهستان است که در پست مهاجم بازی می‌کرد.
وی همچنین در تیم ملی فوتبال لهستان بازی کرده‌است.